# دناریوس

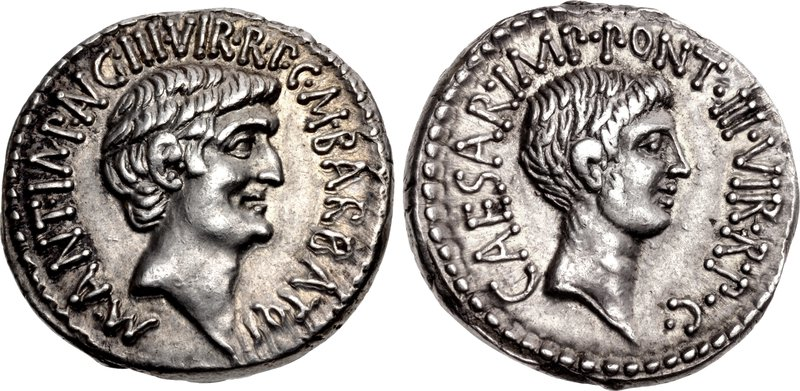
یک دناریوس با تصاویر آنتونیوس و اکتاویانوس. این سکه در سال ۴۱ ق.م. در شهر افسوس و به‌مناسبت پیروزی این دو بر بروتوس و کاسیوس و ضرب شده است.

دناریوس (به لاتین: Denarius) سکهٔ نقره‌ای رایج جمهوری روم بود که برای اولین بار در خلال دومین جنگ کارتاژ و در حدود سال ۲۱۱ قبل از میلاد ضرب شد. این اسم مشتق از dēnī به‌معنای «شامل ده» است، چراکه ارزش هر دناریوس ۱۰ بالغ‌بر آس بود.
کلمه‌ عربی «دینار»، که در قرآن هم آمده، مشتق از آن است.